# Casa de las Ardenas
La casa de [las] Ardenas (en francés: Maison d'Ardenne), a veces de Ardenas-Verdún y también de los Wigerícideos, fue una de las primeras familias nobles medievales europeas, una dinastía condal post-carolingia centrada en Verdún. La familia dominó en el ducado de Lotaringia (Lorena) en los siglos X y XI. Todos los miembros de la casa fueron descendientes del conde palatino Wigerico de Lotaringia y de su esposa Cunegunda de Francia, nieta del rey franco occidental Luis el Tartamudo. La Casa de las Ardenas estaba estrechamente vinculada a los condes de Verdún, Bar y Luxemburgo, así como a la casa de Salm.

## Origen
La ascendencia del conde Wigerico aún no se ha identificado, pero la Vita Johannis Gorziensis, escrita en 980, dice que el obispo Adalbéron I de Metz, hijo de Wigerico, era de sangre real tanto del lado paterno como materns, indicando el texto que ese origen se remontaba a varias generaciones.
En la misma Vita Johannis Gorziensis, además de en la Historia Sancti Arnulfi Mettensis, parece que Adalbéron y sus hermanos eran parientes cercanos del conde Arnulfo y de Odalrico de Reims, los dos hijos de Hugues de Chaumontois. Estos descenderían en la línea paterna de los arnulfianos, puede ser a través de Godofredo.

## Historia
El hijo de Wigerico, Gozlin (911–942/943) se convirtió en el antepasado de la dinastía cuando sucedió a su padre como conde en las Ardenas y aproximadamente en 930 se casó con Oda de Metz (d. 963), una hija del conde Gerhard I de Metz y sobrina del rey franco oriental, Enrique I el Pajarero. Sus hermanos fueron:

Lorena Superior e Inferior en el siglo X

- Adalberón, que se convirtió en obispo de Metz en 929,
- Federico, conde de Bar desde 955 y duque de la Alta Lorena desde 959,
- Sigfrido, primer conde de Luxemburgo desde 963, antepasado de la Antigua Casa de Luxemburgo.

El hermano de Gozelin, Federico, ya actuó como gobernante de la Alta Lorena durante el reinado del duque otoniano Bruno el Grande, confirmado por el emperador Otón I después de la muerte de Bruno en 965. Su hijo Teodorico lo sucedió en 978.
Los hijos de Gozlin fueron Godofredo, conocido como "el Cautivo", y Adalberón, arzobispo de Reims desde 969. Godofredo sucedió a su padre en los condados de las Ardenas; apareció como conde de Verdún alrededor de 960. Se casó con Matilda, una hija del margrave sajón Herman Billung y viuda del conde Balduino III de Flandes. En 1012, su hijo Godofredo II fue nombrado duque de Baja Lorena por el rey franco oriental (alemán) Enrique II, con el fin de proteger las tierras contra las reclamaciones planteadas por Francia Occidental (Francia). Con el tío de Godofredo, el duque Teodorico, tanto la Lorena inferior como la Superior quedaron en manos de la casa de las Ardenas.
La línea de los duques de Lorena Superior se extinguió con la muerte del nieto de Teodorico, el duque Federico III en 1033, después de que su primo Gotelón I, hijo y heredero del duque Godofredo II de la Baja Lorena II hubiera podido reunir ambos ducados en sus manos. Sin embargo, después de su muerte en 1044, el rey Enrique III enfeudó la Baja Lorena a su hijo menor, Gotelón II, y el anciano, Godofredo III el Barbudo, solo pudo sucederle en la Alta Lorena. Cuando Gotelón II murió dos años después, Godofredo III reclamó sus derechos, pero encontró que Enrique III no estaba dispuesto a volver a unir ambos ducados. Se rebeló abiertamente, hizo campaña en las tierras de la Baja Lorena y finalmente fue declarado depuesto por el emperador. A partir de entonces, Lorena Superior se perdió y pasó al conde Adalberto de Metz, hijo de la fallecida hija de Teodorico, Gisela, y sus descendientes de la dinastía Ardennes-Metz, ancestros de la posterior Casa de Lorena.
Godofredo III pudo fortalecer nuevamente su posición, cuando en 1054 se casó con Beatriz, hermana del último duque de Lorena Superior, Federico III, y gobernó como margrave de Toscana desde 1056. Se reconcilió con el emperador y en 1065 recuperó el ducado de Lorena Baja de las manos del entonces rey Enrique IV.
Sin embargo, la línea de los duques de Lorena Inferior se extinguió tras el asesinato de su hijo el duque Godofredo IV el Jorobado en 1076. Aunque había designado a su sobrino Godofredo de Bouillon, hijo de su hermana Ida, como su sucesor, sus propiedades fueron tomadas por el ya emperador Enrique IV a favor de su hijo Conrado. Hasta 1088, Godofredo de Bouillon no fue nombrado regente de la Baja Lorena.

## Genealogía de la casa de Ardenas
|                                       |                                       |                                       |                                       | Gozlin, conde de Bidgau y Methingau   | Gozlin, conde de Bidgau y Methingau   | Gozlin, conde de Bidgau y Methingau | Gozlin, conde de Bidgau y Methingau | Gozlin, conde de Bidgau y Methingau | Gozlin, conde de Bidgau y Methingau |                                                       |                                                       | Oda de Metz (hija del conde Gérard I de Metz y de Oda de Sajonia (viuda de Zwentibold, hermana de Enrique I el Pajarero) | Oda de Metz (hija del conde Gérard I de Metz y de Oda de Sajonia (viuda de Zwentibold, hermana de Enrique I el Pajarero) | Oda de Metz (hija del conde Gérard I de Metz y de Oda de Sajonia (viuda de Zwentibold, hermana de Enrique I el Pajarero) | Oda de Metz (hija del conde Gérard I de Metz y de Oda de Sajonia (viuda de Zwentibold, hermana de Enrique I el Pajarero) | Oda de Metz (hija del conde Gérard I de Metz y de Oda de Sajonia (viuda de Zwentibold, hermana de Enrique I el Pajarero) | Oda de Metz (hija del conde Gérard I de Metz y de Oda de Sajonia (viuda de Zwentibold, hermana de Enrique I el Pajarero) |                                                                |                                                                |                                                                |                                                                |                                               |                                               |                                               |                                               |                                  |                                  |                                  |                                  |                                 |                                 |                                               |                                               |                                               |                                               |                                               |                                               |                                 |                                 |                                                                               |                                                                               |                                                                               |                                                                               |                                                                               |                                                                               |  |  |           |           |           |           |                            |                            |                            |                            |                                     |                                     |                                     |                                     |                                     |                                     |  |  |  |  |  |  |  |  |  |  |  |  |  |  |  |  |  |  |  |  |
|                                       |                                       |                                       |                                       | Gozlin, conde de Bidgau y Methingau   | Gozlin, conde de Bidgau y Methingau   | Gozlin, conde de Bidgau y Methingau | Gozlin, conde de Bidgau y Methingau | Gozlin, conde de Bidgau y Methingau | Gozlin, conde de Bidgau y Methingau |                                                       |                                                       | Oda de Metz (hija del conde Gérard I de Metz y de Oda de Sajonia (viuda de Zwentibold, hermana de Enrique I el Pajarero) | Oda de Metz (hija del conde Gérard I de Metz y de Oda de Sajonia (viuda de Zwentibold, hermana de Enrique I el Pajarero) | Oda de Metz (hija del conde Gérard I de Metz y de Oda de Sajonia (viuda de Zwentibold, hermana de Enrique I el Pajarero) | Oda de Metz (hija del conde Gérard I de Metz y de Oda de Sajonia (viuda de Zwentibold, hermana de Enrique I el Pajarero) | Oda de Metz (hija del conde Gérard I de Metz y de Oda de Sajonia (viuda de Zwentibold, hermana de Enrique I el Pajarero) | Oda de Metz (hija del conde Gérard I de Metz y de Oda de Sajonia (viuda de Zwentibold, hermana de Enrique I el Pajarero) |                                                                |                                                                |                                                                |                                                                |                                               |                                               |                                               |                                               |                                  |                                  |                                  |                                  |                                 |                                 |                                               |                                               |                                               |                                               |                                               |                                               |                                 |                                 |                                                                               |                                                                               |                                                                               |                                                                               |                                                                               |                                                                               |  |  |           |           |           |           |                            |                            |                            |                            |                                     |                                     |                                     |                                     |                                     |                                     |  |  |  |  |  |  |  |  |  |  |  |  |  |  |  |  |  |  |  |  |
|                                       |                                       |                                       |                                       |                                       |                                       |                                     |                                     |                                     |                                     |                                                       |                                                       | | | | | | |                                                                |                                                                |                                                                |                                                                |                                               |                                               |                                               |                                               |                                  |                                  |                                  |                                  |                                 |                                 |                                               |                                               |                                               |                                               |                                               |                                               |                                 |                                 |                                                                               |                                                                               |                                                                               |                                                                               |                                                                               |                                                                               |  |  |           |           |           |           |                            |                            |                            |                            |                                     |                                     |                                     |                                     |                                     |                                     |  |  |  |  |  |  |  |  |  |  |  |  |  |  |  |  |  |  |  |  |
|                                       |                                       |                                       |                                       |                                       |                                       |                                     |                                     |                                     |                                     |                                                       |                                                       | | | | | | |                                                                |                                                                |                                                                |                                                                |                                               |                                               |                                               |                                               |                                  |                                  |                                  |                                  |                                 |                                 |                                               |                                               |                                               |                                               |                                               |                                               |                                 |                                 |                                                                               |                                                                               |                                                                               |                                                                               |                                                                               |                                                                               |  |  |           |           |           |           |                            |                            |                            |                            |                                     |                                     |                                     |                                     |                                     |                                     |  |  |  |  |  |  |  |  |  |  |  |  |  |  |  |  |  |  |  |  |
| Adalberón, arzobispo de Reims († 989) | Adalberón, arzobispo de Reims († 989) | Adalberón, arzobispo de Reims († 989) | Adalberón, arzobispo de Reims († 989) | Adalberón, arzobispo de Reims († 989) | Adalberón, arzobispo de Reims († 989) |                                     |                                     |                                     |                                     |                                                       |                                                       | | | Godofredo el Cautivo († 1002)                                                                                            | Godofredo el Cautivo († 1002)                                                                                            | Godofredo el Cautivo († 1002)                                                                                            | Godofredo el Cautivo († 1002)                                                                                            | Godofredo el Cautivo († 1002)                                  | Godofredo el Cautivo († 1002)                                  |                                                                |                                                                | Matilde de Billung                            | Matilde de Billung                            | Matilde de Billung                            | Matilde de Billung                            | Matilde de Billung               | Matilde de Billung               |                                  |                                  |                                 |                                 |                                               |                                               |                                               |                                               |                                               |                                               |                                 |                                 |                                                                               |                                                                               |                                                                               |                                                                               |                                                                               |                                                                               |  |  |           |           |           |           |                            |                            |                            |                            |                                     |                                     |                                     |                                     |                                     |                                     |  |  |  |  |  |  |  |  |  |  |  |  |  |  |  |  |  |  |  |  |
| Adalberón, arzobispo de Reims († 989) | Adalberón, arzobispo de Reims († 989) | Adalberón, arzobispo de Reims († 989) | Adalberón, arzobispo de Reims († 989) | Adalberón, arzobispo de Reims († 989) | Adalberón, arzobispo de Reims († 989) |                                     |                                     |                                     |                                     |                                                       |                                                       | | | Godofredo el Cautivo († 1002)                                                                                            | Godofredo el Cautivo († 1002)                                                                                            | Godofredo el Cautivo († 1002)                                                                                            | Godofredo el Cautivo († 1002)                                                                                            | Godofredo el Cautivo († 1002)                                  | Godofredo el Cautivo († 1002)                                  |                                                                |                                                                | Matilde de Billung                            | Matilde de Billung                            | Matilde de Billung                            | Matilde de Billung                            | Matilde de Billung               | Matilde de Billung               |                                  |                                  |                                 |                                 |                                               |                                               |                                               |                                               |                                               |                                               |                                 |                                 |                                                                               |                                                                               |                                                                               |                                                                               |                                                                               |                                                                               |  |  |           |           |           |           |                            |                            |                            |                            |                                     |                                     |                                     |                                     |                                     |                                     |  |  |  |  |  |  |  |  |  |  |  |  |  |  |  |  |  |  |  |  |
|                                       |                                       |                                       |                                       |                                       |                                       |                                     |                                     |                                     |                                     |                                                       |                                                       | | | | | | |                                                                |                                                                |                                                                |                                                                |                                               |                                               |                                               |                                               |                                  |                                  |                                  |                                  |                                 |                                 |                                               |                                               |                                               |                                               |                                               |                                               |                                 |                                 |                                                                               |                                                                               |                                                                               |                                                                               |                                                                               |                                                                               |  |  |           |           |           |           |                            |                            |                            |                            |                                     |                                     |                                     |                                     |                                     |                                     |  |  |  |  |  |  |  |  |  |  |  |  |  |  |  |  |  |  |  |  |
|                                       |                                       |                                       |                                       |                                       |                                       |                                     |                                     |                                     |                                     |                                                       |                                                       | | | | | | |                                                                |                                                                |                                                                |                                                                |                                               |                                               |                                               |                                               |                                  |                                  |                                  |                                  |                                 |                                 |                                               |                                               |                                               |                                               |                                               |                                               |                                 |                                 |                                                                               |                                                                               |                                                                               |                                                                               |                                                                               |                                                                               |  |  |           |           |           |           |                            |                            |                            |                            |                                     |                                     |                                     |                                     |                                     |                                     |  |  |  |  |  |  |  |  |  |  |  |  |  |  |  |  |  |  |  |  |
| Federico conde de Verdun († 1022)     | Federico conde de Verdun († 1022)     | Federico conde de Verdun († 1022)     | Federico conde de Verdun († 1022)     | Federico conde de Verdun († 1022)     | Federico conde de Verdun († 1022)     |                                     |                                     |                                     |                                     | Herman, conde de Verdún († 1029), y conde de Brabante | Herman, conde de Verdún († 1029), y conde de Brabante | Herman, conde de Verdún († 1029), y conde de Brabante                                                                    | Herman, conde de Verdún († 1029), y conde de Brabante                                                                    | Herman, conde de Verdún († 1029), y conde de Brabante                                                                    | Herman, conde de Verdún († 1029), y conde de Brabante                                                                    | | |                                                                |                                                                | Adalberto († 989), obispo de Verdún (984-988)                  | Adalberto († 989), obispo de Verdún (984-988)                  | Adalberto († 989), obispo de Verdún (984-988) | Adalberto († 989), obispo de Verdún (984-988) | Adalberto († 989), obispo de Verdún (984-988) | Adalberto († 989), obispo de Verdún (984-988) |                                  |                                  |                                  |                                  | Godofredo II de Baja Lotaringia | Godofredo II de Baja Lotaringia | Godofredo II de Baja Lotaringia               | Godofredo II de Baja Lotaringia               | Godofredo II de Baja Lotaringia               | Godofredo II de Baja Lotaringia               |                                               |                                               |                                 |                                 | Gotelón († 1044), marqués de Amberes, después duque de Baja y Alta Lotaringia | Gotelón († 1044), marqués de Amberes, después duque de Baja y Alta Lotaringia | Gotelón († 1044), marqués de Amberes, después duque de Baja y Alta Lotaringia | Gotelón († 1044), marqués de Amberes, después duque de Baja y Alta Lotaringia | Gotelón († 1044), marqués de Amberes, después duque de Baja y Alta Lotaringia | Gotelón († 1044), marqués de Amberes, después duque de Baja y Alta Lotaringia |  |  |           |           |           |           |                            |                            |                            |                            |                                     |                                     |                                     |                                     |                                     |                                     |  |  |  |  |  |  |  |  |  |  |  |  |  |  |  |  |  |  |  |  |
| Federico conde de Verdun († 1022)     | Federico conde de Verdun († 1022)     | Federico conde de Verdun († 1022)     | Federico conde de Verdun († 1022)     | Federico conde de Verdun († 1022)     | Federico conde de Verdun († 1022)     |                                     |                                     |                                     |                                     | Herman, conde de Verdún († 1029), y conde de Brabante | Herman, conde de Verdún († 1029), y conde de Brabante | Herman, conde de Verdún († 1029), y conde de Brabante                                                                    | Herman, conde de Verdún († 1029), y conde de Brabante                                                                    | Herman, conde de Verdún († 1029), y conde de Brabante                                                                    | Herman, conde de Verdún († 1029), y conde de Brabante                                                                    | | |                                                                |                                                                | Adalberto († 989), obispo de Verdún (984-988)                  | Adalberto († 989), obispo de Verdún (984-988)                  | Adalberto († 989), obispo de Verdún (984-988) | Adalberto († 989), obispo de Verdún (984-988) | Adalberto († 989), obispo de Verdún (984-988) | Adalberto († 989), obispo de Verdún (984-988) |                                  |                                  |                                  |                                  | Godofredo II de Baja Lotaringia | Godofredo II de Baja Lotaringia | Godofredo II de Baja Lotaringia               | Godofredo II de Baja Lotaringia               | Godofredo II de Baja Lotaringia               | Godofredo II de Baja Lotaringia               |                                               |                                               |                                 |                                 | Gotelón († 1044), marqués de Amberes, después duque de Baja y Alta Lotaringia | Gotelón († 1044), marqués de Amberes, después duque de Baja y Alta Lotaringia | Gotelón († 1044), marqués de Amberes, después duque de Baja y Alta Lotaringia | Gotelón († 1044), marqués de Amberes, después duque de Baja y Alta Lotaringia | Gotelón († 1044), marqués de Amberes, después duque de Baja y Alta Lotaringia | Gotelón († 1044), marqués de Amberes, después duque de Baja y Alta Lotaringia |  |  |           |           |           |           |                            |                            |                            |                            |                                     |                                     |                                     |                                     |                                     |                                     |  |  |  |  |  |  |  |  |  |  |  |  |  |  |  |  |  |  |  |  |
|                                       |                                       |                                       |                                       |                                       |                                       |                                     |                                     |                                     |                                     |                                                       |                                                       | | | | | | |                                                                |                                                                |                                                                |                                                                |                                               |                                               |                                               |                                               |                                  |                                  |                                  |                                  |                                 |                                 |                                               |                                               |                                               |                                               |                                               |                                               |                                 |                                 |                                                                               |                                                                               |                                                                               |                                                                               |                                                                               |                                                                               |  |  |           |           |           |           |                            |                            |                            |                            |                                     |                                     |                                     |                                     |                                     |                                     |  |  |  |  |  |  |  |  |  |  |  |  |  |  |  |  |  |  |  |  |
| Bonifacio III, margrave de Toscana    | Bonifacio III, margrave de Toscana    | Bonifacio III, margrave de Toscana    | Bonifacio III, margrave de Toscana    | Bonifacio III, margrave de Toscana    | Bonifacio III, margrave de Toscana    |                                     |                                     | Beatriz de Bar († 1076)             | Beatriz de Bar († 1076)             | Beatriz de Bar († 1076)                               | Beatriz de Bar († 1076)                               | Beatriz de Bar († 1076)                                                                                                  | Beatriz de Bar († 1076)                                                                                                  | | | Godofredo el Barbudo († 1069), duque de Baja y Alta Lotaringia                                                           | Godofredo el Barbudo († 1069), duque de Baja y Alta Lotaringia                                                           | Godofredo el Barbudo († 1069), duque de Baja y Alta Lotaringia | Godofredo el Barbudo († 1069), duque de Baja y Alta Lotaringia | Godofredo el Barbudo († 1069), duque de Baja y Alta Lotaringia | Godofredo el Barbudo († 1069), duque de Baja y Alta Lotaringia |                                               |                                               | Doda                                          | Doda                                          | Doda                             | Doda                             | Doda                             | Doda                             |                                 |                                 | Gotelón II († 1046), duque de Baja Lotaringia | Gotelón II († 1046), duque de Baja Lotaringia | Gotelón II († 1046), duque de Baja Lotaringia | Gotelón II († 1046), duque de Baja Lotaringia | Gotelón II († 1046), duque de Baja Lotaringia | Gotelón II († 1046), duque de Baja Lotaringia |                                 |                                 | Papa Esteban IX († 1058)                                                      | Papa Esteban IX († 1058)                                                      | Papa Esteban IX († 1058)                                                      | Papa Esteban IX († 1058)                                                      | Papa Esteban IX († 1058)                                                      | Papa Esteban IX († 1058)                                                      |  |  | Regelinda | Regelinda | Regelinda | Regelinda | Regelinda                  | Regelinda                  |                            |                            | Alberto II, conde de Namur († 1063) | Alberto II, conde de Namur († 1063) | Alberto II, conde de Namur († 1063) | Alberto II, conde de Namur († 1063) | Alberto II, conde de Namur († 1063) | Alberto II, conde de Namur († 1063) |  |  |  |  |  |  |  |  |  |  |  |  |  |  |  |  |  |  |  |  |
| Bonifacio III, margrave de Toscana    | Bonifacio III, margrave de Toscana    | Bonifacio III, margrave de Toscana    | Bonifacio III, margrave de Toscana    | Bonifacio III, margrave de Toscana    | Bonifacio III, margrave de Toscana    |                                     |                                     | Beatriz de Bar († 1076)             | Beatriz de Bar († 1076)             | Beatriz de Bar († 1076)                               | Beatriz de Bar († 1076)                               | Beatriz de Bar († 1076)                                                                                                  | Beatriz de Bar († 1076)                                                                                                  | | | Godofredo el Barbudo († 1069), duque de Baja y Alta Lotaringia                                                           | Godofredo el Barbudo († 1069), duque de Baja y Alta Lotaringia                                                           | Godofredo el Barbudo († 1069), duque de Baja y Alta Lotaringia | Godofredo el Barbudo († 1069), duque de Baja y Alta Lotaringia | Godofredo el Barbudo († 1069), duque de Baja y Alta Lotaringia | Godofredo el Barbudo († 1069), duque de Baja y Alta Lotaringia |                                               |                                               | Doda                                          | Doda                                          | Doda                             | Doda                             | Doda                             | Doda                             |                                 |                                 | Gotelón II († 1046), duque de Baja Lotaringia | Gotelón II († 1046), duque de Baja Lotaringia | Gotelón II († 1046), duque de Baja Lotaringia | Gotelón II († 1046), duque de Baja Lotaringia | Gotelón II († 1046), duque de Baja Lotaringia | Gotelón II († 1046), duque de Baja Lotaringia |                                 |                                 | Papa Esteban IX († 1058)                                                      | Papa Esteban IX († 1058)                                                      | Papa Esteban IX († 1058)                                                      | Papa Esteban IX († 1058)                                                      | Papa Esteban IX († 1058)                                                      | Papa Esteban IX († 1058)                                                      |  |  | Regelinda | Regelinda | Regelinda | Regelinda | Regelinda                  | Regelinda                  |                            |                            | Alberto II, conde de Namur († 1063) | Alberto II, conde de Namur († 1063) | Alberto II, conde de Namur († 1063) | Alberto II, conde de Namur († 1063) | Alberto II, conde de Namur († 1063) | Alberto II, conde de Namur († 1063) |  |  |  |  |  |  |  |  |  |  |  |  |  |  |  |  |  |  |  |  |
|                                       |                                       |                                       |                                       |                                       |                                       |                                     |                                     |                                     |                                     |                                                       |                                                       | | | | | | |                                                                |                                                                |                                                                |                                                                |                                               |                                               |                                               |                                               |                                  |                                  |                                  |                                  |                                 |                                 |                                               |                                               |                                               |                                               |                                               |                                               |                                 |                                 |                                                                               |                                                                               |                                                                               |                                                                               |                                                                               |                                                                               |  |  |           |           |           |           |                            |                            |                            |                            |                                     |                                     |                                     |                                     |                                     |                                     |  |  |  |  |  |  |  |  |  |  |  |  |  |  |  |  |  |  |  |  |
|                                       |                                       |                                       |                                       |                                       |                                       |                                     |                                     |                                     |                                     |                                                       |                                                       | | | | | | |                                                                |                                                                |                                                                |                                                                |                                               |                                               |                                               |                                               |                                  |                                  |                                  |                                  |                                 |                                 |                                               |                                               |                                               |                                               |                                               |                                               |                                 |                                 |                                                                               |                                                                               |                                                                               |                                                                               |                                                                               |                                                                               |  |  |           |           |           |           |                            |                            |                            |                            |                                     |                                     |                                     |                                     |                                     |                                     |  |  |  |  |  |  |  |  |  |  |  |  |  |  |  |  |  |  |  |  |
|                                       |                                       |                                       |                                       | Matilde de Toscana († 1115)           | Matilde de Toscana († 1115)           | Matilde de Toscana († 1115)         | Matilde de Toscana († 1115)         | Matilde de Toscana († 1115)         | Matilde de Toscana († 1115)         |                                                       |                                                       | Godofredo el Jorobado († 1076), duque de Baja Lotaringia                                                                 | Godofredo el Jorobado († 1076), duque de Baja Lotaringia                                                                 | Godofredo el Jorobado († 1076), duque de Baja Lotaringia                                                                 | Godofredo el Jorobado († 1076), duque de Baja Lotaringia                                                                 | Godofredo el Jorobado († 1076), duque de Baja Lotaringia                                                                 | Godofredo el Jorobado († 1076), duque de Baja Lotaringia                                                                 |                                                                |                                                                |                                                                |                                                                |                                               |                                               |                                               |                                               |                                  |                                  | Santa Ida († 1113)               | Santa Ida († 1113)               | Santa Ida († 1113)              | Santa Ida († 1113)              | Santa Ida († 1113)                            | Santa Ida († 1113)                            |                                               |                                               | Eustaquio II, conde de Boulogne               | Eustaquio II, conde de Boulogne               | Eustaquio II, conde de Boulogne | Eustaquio II, conde de Boulogne | Eustaquio II, conde de Boulogne                                               | Eustaquio II, conde de Boulogne                                               |                                                                               |                                                                               |                                                                               |                                                                               |  |  |           |           |           |           | Alberto III conde de Namur | Alberto III conde de Namur | Alberto III conde de Namur | Alberto III conde de Namur | Alberto III conde de Namur          | Alberto III conde de Namur          |                                     |                                     |                                     |                                     |  |  |  |  |  |  |  |  |  |  |  |  |  |  |  |  |  |  |  |  |
|                                       |                                       |                                       |                                       | Matilde de Toscana († 1115)           | Matilde de Toscana († 1115)           | Matilde de Toscana († 1115)         | Matilde de Toscana († 1115)         | Matilde de Toscana († 1115)         | Matilde de Toscana († 1115)         |                                                       |                                                       | Godofredo el Jorobado († 1076), duque de Baja Lotaringia                                                                 | Godofredo el Jorobado († 1076), duque de Baja Lotaringia                                                                 | Godofredo el Jorobado († 1076), duque de Baja Lotaringia                                                                 | Godofredo el Jorobado († 1076), duque de Baja Lotaringia                                                                 | Godofredo el Jorobado († 1076), duque de Baja Lotaringia                                                                 | Godofredo el Jorobado († 1076), duque de Baja Lotaringia                                                                 |                                                                |                                                                |                                                                |                                                                |                                               |                                               |                                               |                                               |                                  |                                  | Santa Ida († 1113)               | Santa Ida († 1113)               | Santa Ida († 1113)              | Santa Ida († 1113)              | Santa Ida († 1113)                            | Santa Ida († 1113)                            |                                               |                                               | Eustaquio II, conde de Boulogne               | Eustaquio II, conde de Boulogne               | Eustaquio II, conde de Boulogne | Eustaquio II, conde de Boulogne | Eustaquio II, conde de Boulogne                                               | Eustaquio II, conde de Boulogne                                               |                                                                               |                                                                               |                                                                               |                                                                               |  |  |           |           |           |           | Alberto III conde de Namur | Alberto III conde de Namur | Alberto III conde de Namur | Alberto III conde de Namur | Alberto III conde de Namur          | Alberto III conde de Namur          |                                     |                                     |                                     |                                     |  |  |  |  |  |  |  |  |  |  |  |  |  |  |  |  |  |  |  |  |
|                                       |                                       |                                       |                                       |                                       |                                       |                                     |                                     |                                     |                                     |                                                       |                                                       | | | | | | |                                                                |                                                                |                                                                |                                                                |                                               |                                               |                                               |                                               |                                  |                                  |                                  |                                  |                                 |                                 |                                               |                                               |                                               |                                               |                                               |                                               |                                 |                                 |                                                                               |                                                                               |                                                                               |                                                                               |                                                                               |                                                                               |  |  |           |           |           |           |                            |                            |                            |                            |                                     |                                     |                                     |                                     |                                     |                                     |  |  |  |  |  |  |  |  |  |  |  |  |  |  |  |  |  |  |  |  |
|                                       |                                       |                                       |                                       |                                       |                                       |                                     |                                     |                                     |                                     |                                                       |                                                       | | | | | | |                                                                |                                                                |                                                                |                                                                |                                               |                                               |                                               |                                               |                                  |                                  |                                  |                                  |                                 |                                 |                                               |                                               |                                               |                                               |                                               |                                               |                                 |                                 |                                                                               |                                                                               |                                                                               |                                                                               |                                                                               |                                                                               |  |  |           |           |           |           |                            |                            |                            |                            |                                     |                                     |                                     |                                     |                                     |                                     |  |  |  |  |  |  |  |  |  |  |  |  |  |  |  |  |  |  |  |  |
|                                       |                                       |                                       |                                       |                                       |                                       |                                     |                                     |                                     |                                     |                                                       |                                                       | | | | | | |                                                                |                                                                |                                                                |                                                                |                                               |                                               | Eustaquio III, conde de Boulogne              | Eustaquio III, conde de Boulogne              | Eustaquio III, conde de Boulogne | Eustaquio III, conde de Boulogne | Eustaquio III, conde de Boulogne | Eustaquio III, conde de Boulogne |                                 |                                 | Godofredo de Bouillon                         | Godofredo de Bouillon                         | Godofredo de Bouillon                         | Godofredo de Bouillon                         | Godofredo de Bouillon                         | Godofredo de Bouillon                         |                                 |                                 | Balduino I de Jerusalén                                                       | Balduino I de Jerusalén                                                       | Balduino I de Jerusalén                                                       | Balduino I de Jerusalén                                                       | Balduino I de Jerusalén                                                       | Balduino I de Jerusalén                                                       |  |  |           |           |           |           |                            |                            |                            |                            |                                     |                                     |                                     |                                     |                                     |                                     |  |  |  |  |  |  |  |  |  |  |  |  |  |  |  |  |  |  |  |  |

## Posesiones y títulos
El emperador Otón I entregó el condado de Verdún a Godofredo entre 944 y 951, y fue retenido por varios miembros de la dinastía durante las siguientes cuatro generaciones.
Los ducados de Lorena Superior e Inferior fueron el resultado de la división del antiguo reino, luego del ducado de Lotaringia en 959. Tras la muerte del duque Oto sin hijos en 1012, Godofredo II de Baja Lotaringia recibió el Ducado de Lorena inferior. Godofredo fue sucedido en 1023 por su hermano Gotelón, quien también se convirtió en duque de Lorena Superior en 1033. Ambos ducados estuvieron bajo el control de la dinastía hasta 1046, cuando las rebeliones de Godofredo ΙΙ el Barbudo llevaron a la pérdida de ambos títulos. Godofredo finalmente fue restaurado en la Baja Lorena en 1065, y se lo cedió a su hijo, Godofredo el Jorobado. El cruzado Godofredo de Bouillon, que era sobrino de Godofredo IV el Jorobado, fue el último de la dinastía en poseer el ducado.
El castillo de Bouillon se menciona por primera vez en 988 en una carta a Godofredo el Cautivo de su hermano Adalberón, arzobispo de Reims. Se cree que este castillo, y la finca conectada, fueron un patrimonio original de la dinastía. Bouillon fue uno de los puntos centrales del poder de la dinastía, y estuvo en su poder hasta que fue vendido por Godofredo de Bouillon para cubrir los gastos para la Primera Cruzada.